# Linggo
Linggo is een bestuurslaag in het regentschap Pasuruan van de provincie Oost-Java, Indonesië. Linggo telt 1691 inwoners (volkstelling 2010).